# Тортіка Марія Валеріївна
Торті́ка Марія Валеріївна (нар. 23 квітня 1972, Харків) — українська історикиня, науковиця, викладачка. Кандидат історичних наук (1998), доктор історичних наук (2017), професор кафедри музейно-туристичної діяльності Харківської державної академії культури.

## Біографія
Марія Валеріївна Тортіка народилася 23 квітня 1972 року у Харкові. Вищу освіту здобула у Харківському державному інституті культури у 1994 році. Педагогічну діяльність розпочала у 1997 році на посаді викладача кафедри всесвітньої історії ХДІК. Навчалась в аспірантурі Харківського національного університету ім. В. Н. Каразіна. У 1998 році захистила кандидатську дисертацію «Участие Х. Г. Раковского в социал-демократическом движении Болгарии 1903—1912 гг.» (науковий керівник ― професор Є. П. Пугач).
Сфера наукових інтересів стосуються історіософії історії, сучасної історії Європи, політичних рухів останньої третини XIX ― початку ХХ ст., юдаїки, нової та новітньої історії Туреччини, комунікації в музейництві, особливостей вивчення спеціальних дисциплін (історична хронологія та нумізматика).
Від 2001 року працювала на посаді доцента кафедри історії України та музеєзнавства. Викладає навчальні дисципліни: «Спеціальні історичні дисципліни»; «Сучасна історія зарубіжних країн»; «Система музейних комунікацій»; «Магістерський семінар»; «Вступ до фаху»; «Нумізматика в музейництві»; «Історична антропологія (кінець XIX – XX ст.)»; «Історія та загадки реліквій світових релігій».
2017 року захистила докторську дисертацію «Центризм у соціал-демократичному русі Болгарії в контексті східно-європейської соціалістичної практики (кін. ХІХ — поч. ХХ ст.)» (наук. консультант — проф. В. М. Шейко).
Входить до складу редакційної колегії наукового видання «Сходознавство».
Брала участь у проєкті Інституту сходознавства НАН України «Етноконфесійні меншини в Україні: розвиток та сучасний стан». Авторка та ініціаторка музейно-комунікаційного щорічного фестивалю для дітей з обмеженими фізичними можливостями «З минулого в майбутнє: дорогою надій». З 2023 року проходить професійне стажування на базі  Національного археологічного інституту і музею та працює над проєктами, пов’язаними зі зміцненням культурних зв’язків між Болгарією та Україною та спрямованими на підтримку українських біженців, які мешкають на території Болгарії (Софія).

## Основні праці
- Македонія та її етнодержавна ідентифікація очима болгарських соціал-демократів початку ХХ ст. / М. Тортіка, В. Бурбига // Історичний журнал. — 2009. — № 6. — С. 48–60.

- Національний традиціоналізм як культурно-політична альтернатива молодої турецької революції 1908 р. / М. В. Тортіка (Лобанова) // Вісник Харківської державної академії культури : зб. наук. пр. / М-во культури України, Харків. держ. акад. культури ; [редкол.: В. М. Шейко (відп. ред.) та ін.] ; за заг. ред. В. М. Шейка. — Харків : ХДАК, 2012. — Вип. 36. — С. 39–47.
- Жизненный путь Христиана Раковского, 1873—1941. Европеизм и большевизм : неоконченная дуэль : [монография] / Г. Чернявский, М. Станчев, М. Тортика (Лобанова). — Москва : Центрполиграф, 2014. — 556 с.

- Между молотом европейской модернизации и наковальней евразийских империй : миражи центризма в социал-демократической практике Болгарии и России (конец XIX — начало ХХ ст.) : монография / М. В. Тортика (Лобанова) ; М-во культуры Украины, Харьк. гос. акад. культуры. — Харьков : ХГАК, 2015. — 793 с.
- Музейна комунікація : культурна профанація або складова гуманітарного тренду доби постмодерну / М. В. Тортика // Вісн. Харків. нац. пед. ун-ту ім. Г. С. Сковороди. [Серія]: Філософія. — Харків, 2018. — С. 45–52.
- Музей: його роль і значення в культурно-освітньому просторі українського школяра (за матеріалами соцопитування учнів середнього шкільного віку Харківської гімназії № 14) / М. В. Тортіка // Культура України : зб. наук. пр. / М-во культури, молоді та спорту України, Харків. держ. акад. культури ; за заг. ред. В. М. Шейка. — Харків : ХДАК, 2019. — Вип. 66. — С. 43-51.
- О. Л. Парвус та його вплив на розвиток лівих сил в Османській імперії напередодні Першої світової війни [Електронний ресурс] / М. В. Тортіка // Сходознавство. — 2021. — № 88. — С. 105—132.
- Актуальність музейної педагогіки у контексті сучасних освітніх завдань / М. В. Тортіка // Актуальні питання музеєзнавства і пам'яткознавства : [матеріали конф.] / Київ. нац. ун-т культури і мистецтв, Ф-т івент-менеджменту і шоу бізнесу, Каф. музеєзнавства і експертизи історико-культурних цінностей. — Київ, 2022. — Вип. 3. — С. 59-62.
- The dynamics of austrian-russian relations in the assessment of bulgarian social democrats (Late 19th — early 20th centuries / M. V. Tortika // Bulgarian Hisrorical Reviev. — 2020. — Iss. 1/2. — С. 122—145.